# Stenonemobius gracilis
Stenonemobius gracilis är en insektsart som först beskrevs av Jakovlev 1871.  Stenonemobius gracilis ingår i släktet Stenonemobius och familjen syrsor. Inga underarter finns listade i Catalogue of Life.